# Djamel Benlamri
Djamel Benlamri (en arabe : جمال بن العمري), né le 25 décembre 1989 à Alger, est un footballeur international algérien, qui évolue au poste de défenseur central à l'ES Mostaganem.

## Biographie

### En clubs
Djamel Benlamri commence sa carrière au NA Hussein Dey. Benlamri dispute plus d'une trentaine de rencontres avec le NAHD, pendant deux saisons en première division, entrecoupées d'un passage dans l'antichambre de l'élite.
Il rejoint en 2012 le club de la JS Kabylie. Il dispute 25 matchs en championnat lors de sa première saison avec la JSK. Lors de sa deuxième saison, il inscrit un doublé face au CR Belouizdad en championnat et dispute la finale de la Coupe d'Algérie.
Le 2 juillet 2015, Benlamri rejoint le club de l'ES Sétif pour un montant de transfert avoisinant les 50 000 €.
En juin 2016, après une saison passée à l'ES Sétif, Benlamri signe un contrat de deux ans en faveur du club saoudien d'Al-Shabab Riyad. Le 30 juin 2018, le joueur signe une prolongation d'une durée de trois années amenant ainsi la date de fin du contrat à juin 2021.
Le 5 octobre 2020, Benlamri s'engage en faveur du club français de l'Olympique lyonnais pour une durée d'une année plus une autre en option.
Le 6 mars 2021, Benlamri marque son premier but contre le FC Sochaux dans le cadre de la Coupe de France.
Début juillet 2021, non conservé par l'Olympique lyonnais, le défenseur a signé au Qatar SC pour une durée de 2 ans. Le 17 avril 2022, son contrat est résilié.
Alors qu'il est libre de tout contrat depuis quelques jours, il a décidé de rebondir une nouvelle fois en Arabie saoudite après avoir déjà évolué au Royaume, précisément à Al Khaleej.

### En équipe nationale
Plusieurs fois sélectionné en catégories jeunes et après en équipe nationale, Djamel Benlamri attend l'arrivée de Djamel Belmadi à la tête du staff technique de l'équipe d'Algérie pour honorer sa première apparition, c'est à l'occasion du match à Lomé contre l'équipe du Togo dans le cadre des qualifications de la CAN 2019 (victoire de l'Algérie de 4-1).

## Statistiques

### En club
| Saison                | Club                  | Championnat           | Championnat | Championnat | Championnat | Coupe nationale | Coupe nationale | Coupe nationale | Coupe de la Ligue | Coupe de la Ligue | Coupe de la Ligue | Compétition(s) continentale(s) | Compétition(s) continentale(s) | Compétition(s) continentale(s) | Compétition(s) continentale(s) | Total | Total | Total |
| Saison                | Club                  | Division              | M.          | B.          | P.d.        | M.              | B.              | P.d.            | M.                | B.                | P.d.              | Comp.                          | M.                             | B.                             | P.d.                           | M.    | B.    | P.d.  |
| 2009-2010             | NA Hussein Dey        | Ligue 1               | 15          | 1           | 1           | 1               | 0               | 0               | -                 | -                 | -                 | -                              | -                              | -                              | -                              | 16    | 1     | 1     |
| 2010-2011             | NA Hussein Dey        | Ligue 2               | -           | -           | -           | 1               | 0               | 0               | -                 | -                 | -                 | -                              | -                              | -                              | -                              | 1     | 0     | 0     |
| 2011-2012             | NA Hussein Dey        | Ligue 1               | 19          | 0           | 1           | -               | -               | -               | -                 | -                 | -                 | -                              | -                              | -                              | -                              | 19    | 0     | 1     |
| Sous-total            | Sous-total            | Sous-total            | 34          | 1           | 2           | 2               | 0               | 0               | -                 | -                 | -                 | -                              | -                              | -                              | -                              | 36    | 1     | 2     |
| 2012-2013             | JS Kabylie            | Ligue 1               | 25          | 0           | 2           | -               | -               | -               | -                 | -                 | -                 | -                              | -                              | -                              | -                              | 25    | 0     | 2     |
| 2013-2014             | JS Kabylie            | Ligue 1               | 27          | 2           | 0           | 5               | 1               | 0               | -                 | -                 | -                 | -                              | -                              | -                              | -                              | 32    | 3     | 0     |
| 2014-2015             | JS Kabylie            | Ligue 1               | 26          | 0           | 2           | 3               | 0               | 0               | -                 | -                 | -                 | -                              | -                              | -                              | -                              | 29    | 0     | 2     |
| Sous-total            | Sous-total            | Sous-total            | 78          | 2           | 4           | 8               | 1               | 0               | -                 | -                 | -                 | -                              | -                              | -                              | -                              | 86    | 3     | 4     |
| 2015-2016             | ES Sétif              | Ligue 1               | 18          | 0           | 0           | 2               | 0               | 0               | -                 | -                 | -                 | CAF                            | 4                              | 0                              | 0                              | 24    | 0     | 0     |
| 2016-2017             | Al Shabab FC          | Saudi Pro League      | 21          | 0           | 0           | -               | -               | -               | 2                 | 0                 | 0                 | -                              | -                              | -                              | -                              | 23    | 0     | 0     |
| 2017-2018             | Al Shabab FC          | Saudi Pro League      | 12          | 0           | 2           | 1               | 0               | 0               | 1                 | 0                 | 0                 | -                              | -                              | -                              | -                              | 14    | 0     | 2     |
| 2018-2019             | Al Shabab FC          | Saudi Pro League      | 25          | 1           | 1           | 2               | 0               | 0               | -                 | -                 | -                 | -                              | -                              | -                              | -                              | 27    | 1     | 1     |
| 2019-2020             | Al Shabab FC          | Saudi Pro League      | 9           | 0           | 0           | -               | -               | -               | -                 | -                 | -                 | ACL                            | 4                              | 1                              | 1                              | 13    | 1     | 1     |
| Sous-total            | Sous-total            | Sous-total            | 67          | 1           | 3           | 3               | 0               | 0               | 3                 | 0                 | 0                 | -                              | 4                              | 1                              | 1                              | 77    | 2     | 4     |
| 2020-2021             | Olympique lyonnais    | Ligue 1               | 6           | 0           | 0           | 2               | 1               | 0               | -                 | -                 | -                 | -                              | -                              | -                              | -                              | 8     | 1     | 0     |
| 2021-2022             | Qatar SC              | Qatar Stars League    | 16          | 1           | 0           | 3               | 2               | 1               | -                 | -                 | -                 | -                              | -                              | -                              | -                              | 19    | 3     | 1     |
| 2022-2023             | Khaleej FC            | Saudi Pro League      | 9           | 0           | 0           | -               | -               | -               | -                 | -                 | -                 | -                              | -                              | -                              | -                              | 9     | 0     | 0     |
| 2022-2023             | Al Wasl FC            | Pro League            | 9           | 0           | 0           | 3               | 0               | 0               | -                 | -                 | -                 | -                              | -                              | -                              | -                              | 12    | 0     | 0     |
| 2023-2024             | MC Alger              | Ligue 1               | 23          | 0           | 0           | 4               | 0               | 0               | -                 | -                 | -                 | -                              | -                              | -                              | -                              | 27    | 0     | 0     |
| 2024-2025             | ES Mostaganem         | Ligue 1               | 13          | 1           | 0           | 2               | 0               | 0               | -                 | -                 | -                 | -                              | -                              | -                              | -                              | 15    | 1     | 0     |
| 2025-2026             | ES Mostaganem         | Ligue 1               | -           | -           | -           | -               | -               | -               | -                 | -                 | -                 | -                              | -                              | -                              | -                              | 0     | 0     | 0     |
| Sous-total            | Sous-total            | Sous-total            | 13          | 1           | 0           | 2               | 0               | 0               | -                 | -                 | -                 | -                              | -                              | -                              | -                              | 15    | 1     | 0     |
| Total sur la carrière | Total sur la carrière | Total sur la carrière | 273         | 6           | 9           | 29              | 4               | 1               | 3                 | 0                 | 0                 | -                              | 8                              | 1                              | 1                              | 313   | 11    | 11    |

### En sélection nationale
| Saison                | Sélection             | Phases finales              | Phases finales | Phases finales | Phases finales | Éliminatoires CDM | Éliminatoires CDM | Éliminatoires CDM | Éliminatoires CAN | Éliminatoires CAN | Éliminatoires CAN | Matchs amicaux | Matchs amicaux | Matchs amicaux | Total | Total | Total |
| Saison                | Sélection             | Compétition                 | M              | B              | Pd             | M                 | B                 | Pd                | M                 | B                 | Pd                | M              | B              | Pd             | M     | B     | Pd    |
| --------------------- | --------------------- | --------------------------- | -------------- | -------------- | -------------- | ----------------- | ----------------- | ----------------- | ----------------- | ----------------- | ----------------- | -------------- | -------------- | -------------- | ----- | ----- | ----- |
| 2018-2019             | Algérie               | CAN 2019                    | 6              | 0              | 0              | -                 | -                 | -                 | 1                 | 0                 | 0                 | 3              | 0              | 0              | 10    | 0     | 0     |
| 2019-2020             | Algérie               | -                           | -              | -              | -              | -                 | -                 | -                 | 2                 | 0                 | 0                 | 2              | 0              | 0              | 4     | 0     | 0     |
| 2020-2021             | Algérie               | -                           | -              | -              | -              | -                 | -                 | -                 | 4                 | 0                 | 0                 | 3              | 0              | 0              | 7     | 0     | 0     |
| 2021-2022             | Algérie               | Coupe arabe 2021 + CAN 2021 | 3+2            | 2+0            | 1+0            | 6                 | 0                 | 0                 | -                 | -                 | -                 | -              | -              | -              | 11    | 2     | 1     |
| Total sur la carrière | Total sur la carrière | Total sur la carrière       | 11             | 2              | 1              | 6                 | 0                 | 0                 | 7                 | 0                 | 0                 | 8              | 0              | 0              | 32    | 2     | 1     |

### Matchs internationaux
Le tableau suivant liste les rencontres de l'équipe d'Algérie dans lesquelles Djamel Benlamri a été sélectionné depuis le 18 novembre 2018 jusqu'à présent.

## Palmarès

### En clubs
JS Kabylie
- Championnat d'Algérie
  - Vice-champion en 2014
- Coupe d'Algérie
  - Finaliste en 2014

 ES Sétif (1)
- Supercoupe d'Algérie
  - Vainqueur en 2015.

 MC Alger (1)
- Championnat d'Algérie
  - Champion en 2024

### En sélection
| Algérie (1) - Coupe d'Afrique des nations - Vainqueur en 2019 |  | Algérie A' (1) - Coupe arabe de la FIFA - Vainqueur en 2021 |

## Décorations
- Achir de l'ordre du Mérite national d'Algérie.

## Sources
- J V, « CAN : Benlamri, Bennacer, Mahrez... que sont devenus les vainqueurs algériens de 2019 ? », L'Équipe,‎ 8 novembre 2020 (lire en ligne)